# Bossa de malla

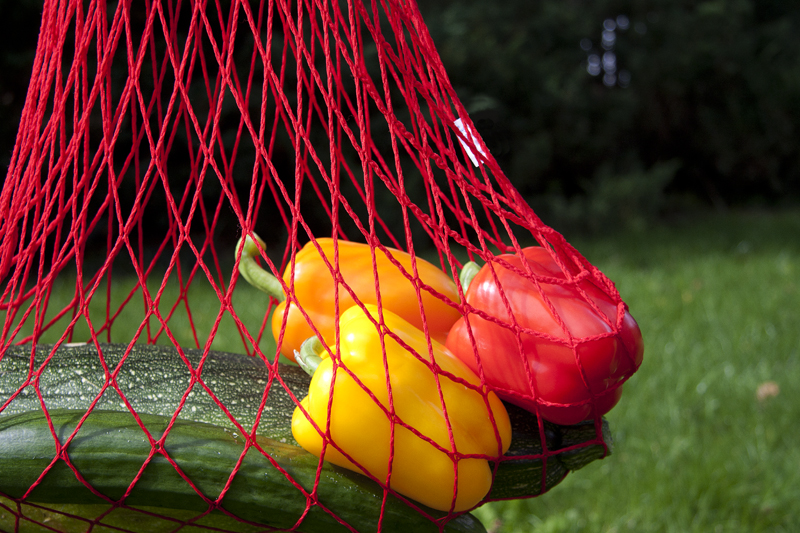
Bossa de la compra de malla

Una bossa de malla o bossa de cordill, és una bossa de malla oberta. Les bosses de malla es construeixen amb fils de material sintètic no teixit amb una estructura semblant a una malla. Les bosses de malla s'utilitzen com a bosses de compres reutilitzables i com a embalatge per alguns productes.

## Història

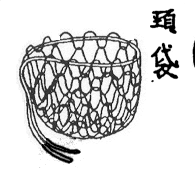
Bloc de fusta del període Edo japonès d'un kubi bukuro

Les bosses de material semblant a una malla han estat utilitzades per moltes cultures al llarg de la història. Per exemple, els bussejadors japonesos han utilitzat bosses de malla per recollir objectes per portar-los a la superfície.

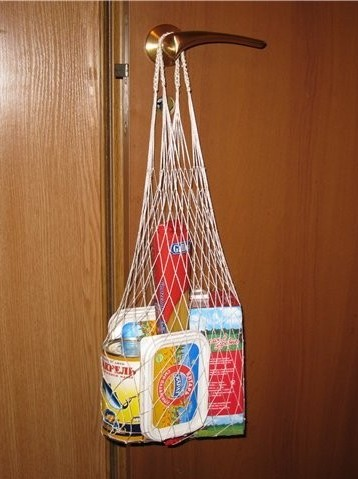
Bossa de malla (avoska) amb articles de compra

Als anys 30 es va originar en el context de l'escassetat de béns de consum a la Unió Soviètica, quan els ciutadans podien obtenir moltes compres bàsiques només per un cop de sort; la gent solia portar sempre una bossa a la butxaca per si es presentaven circumstàncies oportunistes. El 1970 un popular còmic soviètic, Arkadi Raikin, va explicar que cap al 1935 va presentar un personatge, un home senzill amb un sac de malla a les mans. Solia ensenyar el sac als espectadors i deia ""I això és un what-iffie. Què passa si hi porto alguna cosa...". El guió de la paròdia s'atribueix a Vladimir Poliakov.

### Txecoslovàquia
IA Txecoslovàquia, la producció de bosses de malla es remunta a la dècada de 1920 a la ciutat de Žďár nad Sázavou a l'antiga Txecoslovàquia, l'actual República Txeca, l'empresa Jaro J. Rousek va començar a produir bosses de malla sota la marca registrada Saarense (EKV) al castell local de Žďár. Abans feien xarxes de cabell, que s'havien quedat obsoletes a causa de l'entrada de moda dels pentinats més curts. Això va provocar anys de prosperitat per a l'empresa. Les bosses de malla fetes a mà eren fetes de fil de seda artificial, teixides per dones que treballaven a casa (acostuma a ser la seva segona feina) les bosses acabades van ser lliurades a Vavřín Krčil. Les bosses ràpidament es van fer molt populars a causa del seu baix preu, pes lleuger i compacitat. Krčil aviat va ampliar la gamma de dissenys, incloent bosses per portar al colze o a l'espatlla, i bosses per a equipament esportiu. A finals de la dècada de 1920 es produïen bosses de malla a Suïssa i Itàlia, i es distribuïen arreu del món. El mateix Krčil va exportar les bosses al Canadà, França, Suïssa, Alemanya, Àustria i països del nord d'Àfrica.

### Alemanya de l'Est (República Democràtica Alemanya)

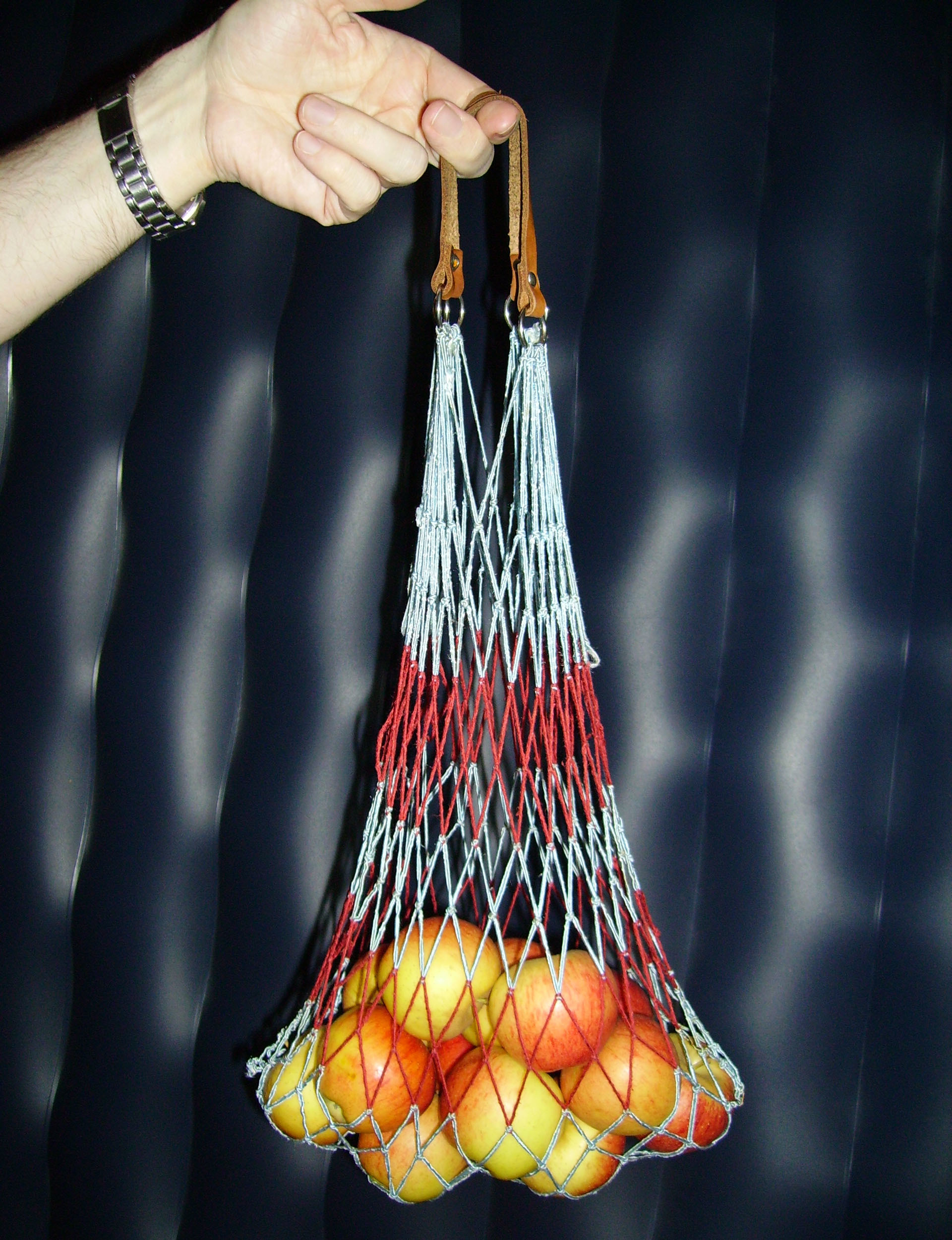
Una Einkaufsnetz d'Alemanya de l'Est

El clàssic Einkaufsnetz (malla de compres) d'Alemanya de l'Est té nanses de cuir i malla multicolor feta d' Eisengarn, un fil de cotó resistent, encerat.
Per raó de l'escassetat de molts tipus de matèries primeres a la RDA, el reciclatge i la reutilització eren la norma; Les bosses de plàstic d'un sol ús poques vegades estaven disponibles a les botigues.
Les bosses ocupaven molt poc espai quan no s'utilitzaven i, per tant, es podien portar per si per casualitat es trobava amb alguna cosa útil a la venda.
A l'Alemanya Occidental, l'ús de bosses de malla va disminuir des de principis dels anys 80 ja que les bosses de plàstic d'un sol ús es van fer habituals a les botigues i supermercats, però es van continuar utilitzant a la RDA.
A les dècades de 1960 i 1970 també es van fabricar bosses de malla amb Dederon, el nom comercial de l' Alemanya de l' Est per a Nylon 6. La crisi del petroli de mitjans de la dècada de 1970 va fer que la RDA ja no pogués produir Dederon en quantitats tan grans i Eisengarn s'utilitzava sovint per a la fabricació de bosses de malla.

Les preocupacions mediambientals, Ostalgie (nostàlgia de l'Alemanya de l'Est) i la moda general dels productes retro des de mitjans del segle XX han portat al ressorgiment, a totes les parts d'Alemanya, del que abans es considerava el frumpy Omas Einkaufsnetz (l'àvia). malla comercial). El Museu DDR de Berlín té una col·lecció d' Einkaufsnetze, i les bosses es venen sovint com a DDR kult Klassiker.

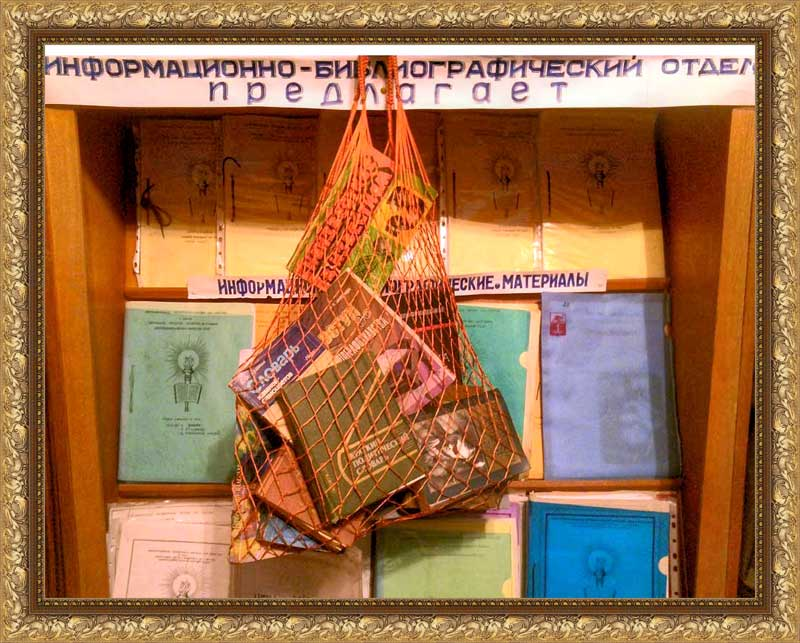
Bossa de malla per portar llibres

### Rússia
Les bosses de malla eren populars a Rússia i a tota l'URSS, on s'anomenaven avoska ( rus: авоська), que es pot traduir com "perhaps-bag". L' avoska va ser un fenomen cultural important a la vida quotidiana soviètica. Les avoskas es van fabricar amb diversos tipus de cordill.
Amb l'arribada dels materials sintètics, alguns d'ells van ser fets de malla extensible, de manera que una malla molt petita es podia estirar fins a un sac molt gran. Amb la popularització del es bosses de plàstic (que tenien el mateix tret important de plegabilitat còmoda), les avoskas es van caure en desús gradualment, però les tendències polítiques recents en favor de la prohibició de les bosses de plàstic poden tornar a recuperar-les.